# Molophilus abortivus
Molophilus abortivus är en tvåvingeart som beskrevs av Alexander 1927. Molophilus abortivus ingår i släktet Molophilus och familjen småharkrankar. Inga underarter finns listade i Catalogue of Life.